# Глубки
Глу́бки — село в составе Глубковского сельского поселения Новосильского района Орловской области России.

## Название
Название возможно происходит от глубокой реки в этих местах, углубленного русла Зуши или от слова «глубоко», то есть «далеко» — отдалённое место.

## География
Расположено на высоких берегах реки Зуши в 15 км от райцентра Новосиля, в 6 км от административного центра Чулково.

## История
Упоминается в ДКНУ (Дозорной книге Новосильского уезда) за 1614—1615 гг. как «село Глубки», «а в селе церковь Николы Чудотворца, древяна, клетцки, – ветха». Заселено было (с деревней Городилово) служилыми людьми — казаками. Приход в 1895 году состоял из самого села и деревень: Бугровки (не существует), Городилово (Городилова), Одинок, Городиловских выселок (Хапово [Хаповка]) — (в наст. вр. [2017] Мценский район). Крестьяне относились к казённому ведомству. Село с деревней Городилова до 1764 года принадлежало Московскому Донскому ставропигиальному мужскому монастырю, на средства которого в 1746 году была построена деревянная двухэтажная церковь (подобно соборному храму Донского монастыря) во имя Казанской Божьей Матери на втором этаже и с приделом во имя Святого Николая Чудотворца на первом этаже. Каменный храм построен на средства прихожан в 1864—1870 гг. В селе с 1874 года имелась земская школа. В 1915 году в селе насчитывалось 130 крестьянских дворов, а к приходу добавились деревни: Весёлая, Образцова, Синяевка.

## Население
| 1857 | 1859  | 1915 | 2002 | 2010 |
| ---- | ----- | ---- | ---- | ---- |
| 891  | ↗1722 | ↘978 | ↘91  | ↘44  |

*) Численность населения за 1859 год указана общая с д. Городилово